# كاثرين ديبول
كاثرين ديبول (بالإنجليزية: Katherine DePaul)‏ هي مديرة تنفيذية موسيقية ‏ أمريكية، ولدت في 1972 في لانسدال في الولايات المتحدة.

## وصلات خارجية
- كاثرين ديبول على موقع ميوزك برينز (الإنجليزية)